# Guará (São Paulo)
Guará é um município brasileiro do interior do estado de São Paulo, Região Sudeste do país. Sua população em 2022 era de 18 606 habitantes. O município é formado pela sede e pelo distrito de Pioneiros.

## Toponímia
Seu nome provém da grande quantidade de aves guarás e lobos-guarás que havia na região.

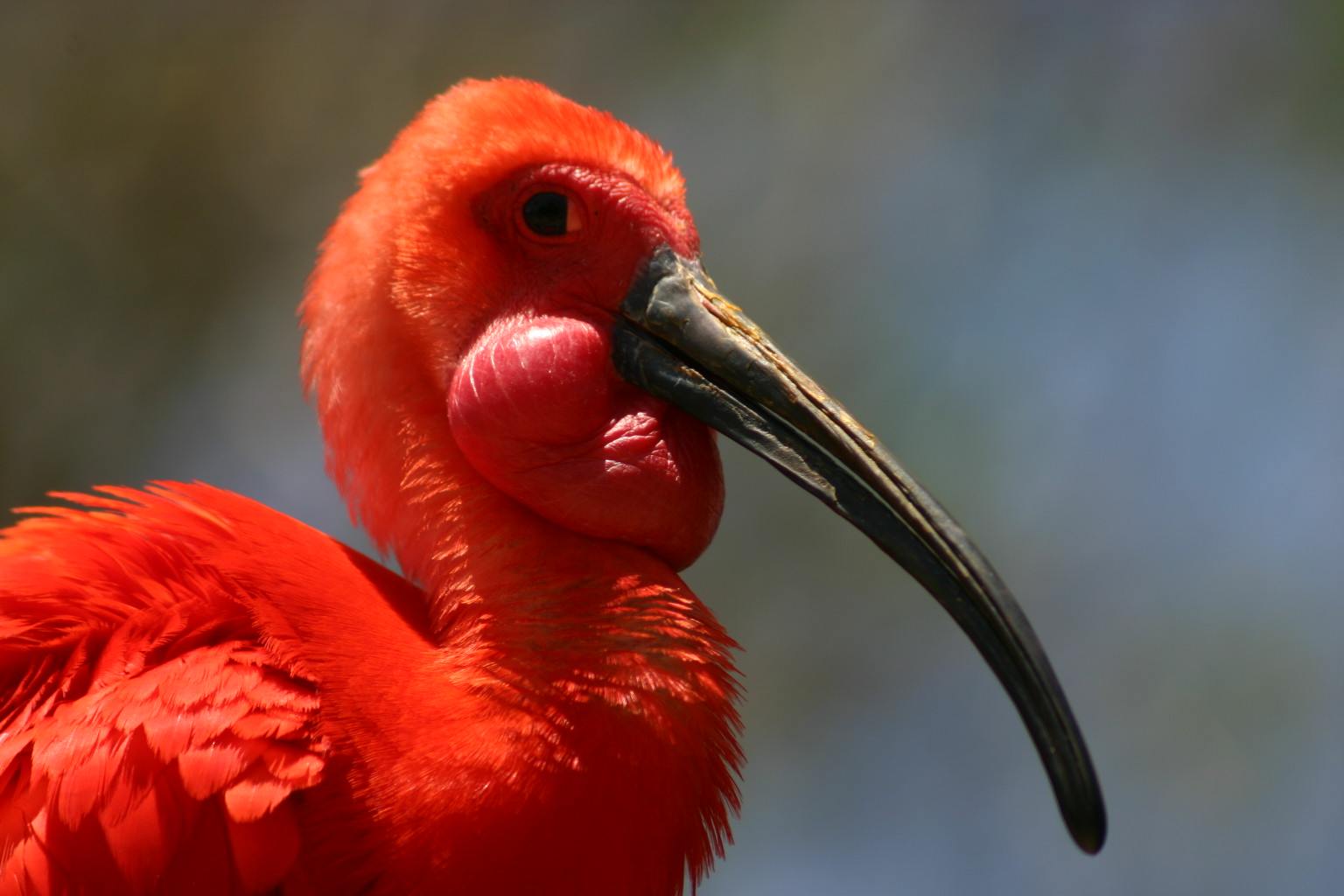
Do guará teria vindo o nome da cidade.

## História

### Formação territorial-administrativa
Histórico da formação do município:
- Distrito criado no município de Ituverava pela Lei nº 1.431, de 07/12/1914.
- Município criado pela Lei nº 2.088, de 19/12/1925.

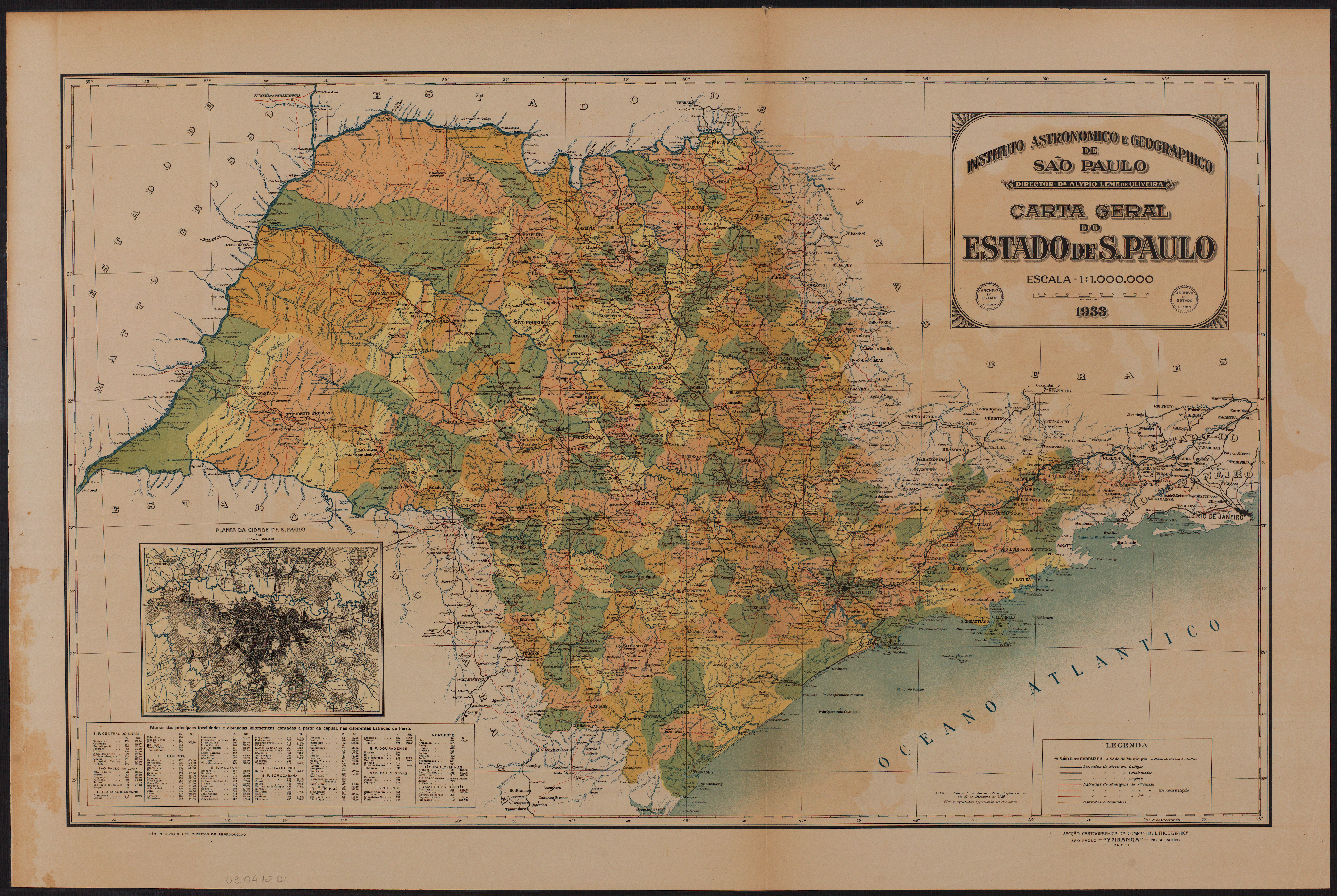
Estado de São Paulo (1933).

## Geografia
Localiza-se a uma latitude 20º25'42" sul e a uma longitude 47º49'27" oeste, estando a uma altitude de 573 metros.

### Hidrografia
- Rio Sapucaí
- Rio do Carmo
- Rio Verde

### Rodovias
- SP-330 Rodovia Anhanguera

#### Vicinais
- Guará a Ribeirão Preto
- Guará a Ribeirão Corrente
- Guará a Aparecida do Salto (bairro de Ituverava)

### Ferrovias
- Variante Entroncamento-Amoroso Costa da antiga Fepasa [14]

## Demografia

### População
| Crescimento populacional                             | Crescimento populacional | Crescimento populacional | Crescimento populacional |
| Ano                                                  | População Total          |                          | %±                       |
| ---------------------------------------------------- | ------------------------ | ------------------------ | ------------------------ |
| 1934                                                 | 8 324                    |                          | —                        |
| 1937                                                 | 8 899                    |                          | 6,9%                     |
| 1940                                                 | 10 890                   |                          | 22,4%                    |
| 1946                                                 | 11 824                   |                          | 8,6%                     |
| 1950                                                 | 10 453                   |                          | −11,6%                   |
| 1958                                                 | 10 417                   |                          | −0,3%                    |
| 1960                                                 | 11 680                   |                          | 12,1%                    |
| 1970                                                 | 12 765                   |                          | 9,3%                     |
| 1980                                                 | 13 327                   |                          | 4,4%                     |
| 1991                                                 | 16 362                   |                          | 22,8%                    |
| 2000                                                 | 18 916                   |                          | 15,6%                    |
| 2010                                                 | 19 858                   |                          | 5,0%                     |
| 2022                                                 | 18 606                   |                          | −6,3%                    |
| Est. 2024                                            | 18 790                   | [ 15 ]                   | 1,0%                     |
| Fontes: Censos Demográficos IBGE e Estimativas SEADE |                          |                          |                          |

## Infraestrutura

### Comunicações
O sistema de telefones automáticos foi inaugurado na cidade pela Companhia de Telecomunicações do Brasil Central (CTBC), que também implantou o sistema de discagem direta à distância (DDD) em 1983 com o código de área (016).

## Pessoas ilustres
- Sebastião Carvalho Leme - fotógrafo e inventor

## Religião
O Cristianismo se faz presente na cidade da seguinte forma:

### Igreja Católica
| Diocese           | Paróquia                      |
| ----------------- | ----------------------------- |
| Diocese de Franca | São Sebastião e Santo Antônio |

A Paróquia de São Sebastião e Santo Antônio foi criada no ano de 1924

### Igrejas Evangélicas
Entre as igrejas protestantes históricas, pentecostais e neopentecostais, encontram-se na cidade:
- Assembleia de Deus Ministério do Belém.[26][27]
- Congregação Cristã no Brasil.[28]